# 陳輖
陳輖（？—？），字仲虛，號近山，山東濟南府歷城縣人，明朝政治人物。

## 生平
嘉靖四年（1525年）乙酉科山東鄉試舉人，五年（1526年）丙戌科三甲第六十九名進士。授建昌府推官，兩度署知縣，俱著能名，升工部主事，榷稅揚州，出為臨洮府知府，調保定府知府。
陳輖為諸生時，曾遇到仙人呂洞賓，榷稅揚州時再遇到。任臨洮府知府時，有殲虎除妖的政績。致仕歸里後，布衣角巾徒步懷刺，大有古人之風。著有《遇仙傳》、《殲虎賦》。